# Hiểu Phong Học Nột
Hiểu Phong Học Nột (ko. 학눌, Hyobong Hangnu, 7 tháng 7 năm 1888 - 15 tháng 10 năm 1966) là Thiền sư Hàn Quốc cận đại nổi tiếng thuộc Thiền phái Tào Khê. Sư là một trong những đệ tử xuất sắc nhất của Thiền sư Mãn Không (ko. Mangong) và có nhiều đệ tử tài ba như Thiền sư Cửu Sơn (ko. Kusan sunim, người có công truyền bá Thiền Tào Khê sang phương Tây) và Thiền sư Pháp Đỉnh (ko. Bopjong, tác giả của nhiều tập sách về Thiền học).
Sư được biết đến là người đầu tiên làm chức thẩm phán ở Hàn Quốc và cũng là tông trưởng đầu tiên của Thiền phái Tào Khê. Học giả Stephen Batchelor ca ngợi sư là một trong những vị đại sư đáng chú ý nhất trong thế kỷ 20 ở Hàn Quốc.

## Cơ duyên & hành trạng

### Tiểu sử
Sư tên khai sinh là Lee Chan-Hyeong, sinh ngày 7 tháng 7 năm 1888 tại Yangdeok-gun, tỉnh Pyeongannam-do. Lớn lên, sư theo đuổi học hành và tốt nghiệp ngành Luật tại Đại học Waseda danh tiếng của Nhật Bản. Sau khi trở về Hàn Quốc, sư nhậm chức thẩm phán ở tuổi 25 và trở thành người Hàn Quốc đầu tiên làm chức vụ này, nhiệm kỳ là 10 năm (1913-1923).
Vào năm nhiệm kỳ thứ 10 (1923), cuộc đời sư đối mặt với những bước ngoặt lớn. Dưới chế độ thực dân Nhật Bản (1910-1945), có nhiều người Hàn Quốc bị bắt giữ hay bỏ tù vì chống đối lại sự cai trị tàn bạo của thực dân Nhật Bản để giành độc lập. Chính quyền thực dân sau đó đã đưa các tù nhân chính trị này cho các thẩm phán Hàn Quốc xét xử để trốn tránh sự chỉ trích. Tại thời điểm đó, sư là vị thẩm phán có quốc tịch Hàn Quốc duy nhất nên phải lãnh trách nhiệm xét xử những người tù nhân này. Để hoàn thành nhiệm vụ do chính quyền thực dân đặt ra, sư buộc phải tuyên án tử hình cho những ai kiên quyết chống đối chính quyền thực dân. Và sư đã rất đau khổ khi phải chứng kiến nhiều đồng bào của mình bị tử hình. Vì không thể chịu đựng thêm được tình trạng này, sư quyết định từ bỏ gia đình và công việc để xuất gia.

### Quá trình tu tập
Năm 37 tuổi, sư xuất gia tại Thần Khê tự (ko. Singyesa, nay là lãnh thổ Bắc Triều Tiên) với Hòa thượng Seokdu trên núi Geumgang. Sau khi xuất gia, sư đi hành cước nhiều nơi để tìm minh sư. Tuy nhiên sau đó, sư được một vị sư thuyết phục rằng để có thể giác ngộ, tự sư phải chuyên tâm thực hành tu tập một pháp môn nào đó và đừng để tâm trí bị mê hoặc bởi lời nói của người khác. Sư bèn quyết định trở lại chùa Singyesa và tu tập tại đây sau. Bước vào khóa tu thiền thất (ko. kyol-che, kiết chế) 90 ngày tại Thần Khê Tự, sư bày tỏ với các vị thiền tăng ở đó rằng vì mình đã xuất gia quá trễ trong khi phúc đức và trí huệ của mình mỏng manh nên sư sẽ cố gắng tu tập nhiệt thành và không lơ là. Sư cũng xin họ cho phép sư chuyên tâm tọa Thiền suốt ngày đêm, không đi kinh hành hay nghỉ ngơi. Sau 3 tháng ngồi Thiền miên mật, mông sư bị viêm và lở loét, còn quần áo thì bị dính chặt vào tọa cụ. Vì sư kiên trì tọa thiền rất chú tâm và không nhúc nhích, giống như chiếc cối đá nặng nề nên được mọi người đặt biệt danh cho sư là "Thiền giả cối đá".
Sau 5 năm thực hành mãnh liệt như vậy, sư vẫn chưa đạt được sự giác ngộ. Sư quyết định lập một am nhỏ sau ngôi điện thờ Beopgiam và đóng chặt cửa lại, chỉ để một lỗ nhỏ để đưa thức ăn vào và một chổ khuất để đi vệ sinh. Sư tự nhủ sẽ không rời khỏi am cho đến khi đạt được giác ngộ. Sau 1 năm 6 tháng tu tập tại đây, có một luồng gió lớn thổi qua rừng thông khiến cho một cành cây gãy kêu rắc rắc. Sư nghe âm thành này liền tỏ ngộ và viết bài kệ.
Phiên âm
Hải để yến sào lộc bảo noãn
Hỏa trung chu thất ngư tiên trà
Thử gia tiêu tức thùy năng thức?
Bạch vân Tây phi, nguyệt Đông tẩu.
Dịch nghĩa
Dưới biển tổ chim ấp trứng nai
Trong lò nhà nhện nấu trà ngư
Gia phong tin tức ai còn biết?
Trăng chạy về Đông, mây hướng Tây.
Sau khi đại ngộ, sư được Thiền sư Mãn Không ấn khả và trở thành pháp tử của Mãn Không. Ngoài ra, sư cũng đến nhiều ngôi Thiền đường khác nhau để trình sở ngộ và nhận được ấn khả từ nhiều vị Thiền sư đương thời.

### Hoằng pháp
Năm 1937, sư bắt đầu trụ trì tại tổ đình Quảng Tùng tự (ko. Songgwangsa) của Tào Khê tông và cảm thấy nơi đây rất thân quen. Trong một giấc mơ kỳ lạ nọ, sư gặp được Thiền sư Gyobong - người thừa kế thứ 16 của Thiền sư Trí Nột, Gyobong dặn sư hãy mang ánh sáng rực rỡ đến cho Quảng Tùng tự, rồi trao cho sư một tập thơ Thiền và ban pháp danh là Hiểu Phong (ko. Hyobong). Từ đó sư dùng pháp danh trên và cũng tự đặt cho mình một pháp danh khác là Học Nột (ko. Hangnul) để bày tỏ sự kính trọng đối với Quốc sư Trí Nột vì những điều sư đã học hỏi được từ ông. Trong 10 năm trụ trì tại Quảng Tùng tự, sư đã xây dựng nhiều Phật học viện để đào tạo Kinh điển, Thiền học cho các đệ tử. Sư truyền bá Thiền công án rất hưng thịnh.
Năm 1946, sư được đề cử đảm nhiệm chức viện trưởng tại Viện Phật Học Gaya mới khánh thành tại Tổ đình Hải Ấn tự (ko. Haeinsa).
Năm 1954, sư tham gia phong trào Thanh Tịnh Hóa Phật Giáo cùng nhiều vị Thiền sư khác trong tông môn để chấn chỉnh sự tha hoá giới luật của nhiều tăng sĩ Hàn Quốc đương thời do kết quả từ chính sách tân tăng, ép nhà sư lấy vợ của chính quyền Nhật Bản.
Năm 1962 (74 tuổi), sư được bầu làm Tông trưởng (lãnh đạo tinh thần tối cao) đầu tiên của Thiền phái Tào Khê. Sư đã có nhiều nỗ lực và đóng góp để phục hưng, phát triển tông phái này.

### Thị tịch
Năm 1966, vì sức khỏe suy yếu nên sư chuyển đến sống tại một ngôi thất ở Biểu Trung tự (ko. Pyochungsa), Miryang.
Đến ngày 15 tháng 10 cùng năm, sau buổi tụng kinh sáng, sư ngồi kiết già và thông báo cho các môn đệ biết rằng ngày hôm sau mình sẽ ra đi. Đến hôm sau, trước sự vây quanh của môn đệ và các bằng hữu, đồng đạo, sư an nhiên tọa Thiền thị tịch. Đệ tử làm lễ trà tỳ và thu được hơn 32 viên xá lợi. Bài kệ thị tịch của sư là:
Tất cả pháp đã nói
Vốn đều là thừa thãi
Ngày nay như thế nào?
Mặt trăng chiếu ngàn sông.